# Eleutherodactylus guanahacabibes
Eleutherodactylus guanahacabibes är en groddjursart som beskrevs av Estrada och Juan Manuel Rodriguez 1985. Eleutherodactylus guanahacabibes ingår i släktet Eleutherodactylus och familjen Eleutherodactylidae. IUCN kategoriserar arten globalt som starkt hotad. Inga underarter finns listade i Catalogue of Life.